# Saint-Colomban-des-Villards
San-Colombano-dei-Villari (in francese: Saint-Colomban-des-Villards, in lingua arpitana: Sent-Colomban-dus-Velârs) è un comune francese di 188 abitanti situato nel dipartimento della Savoia della regione dell'Alvernia-Rodano-Alpi. Si trova nella Moriana, valle del fiume Glandon.

## Geografia fisica
Le parti più importanti dell villaggio sono "Chef-Lieu", "Lachenal", "La Pierre", "Villard Martinan" ed "La Perrière".

## Società

### Evoluzione demografica
Abitanti censiti

## Galleria d'immagini

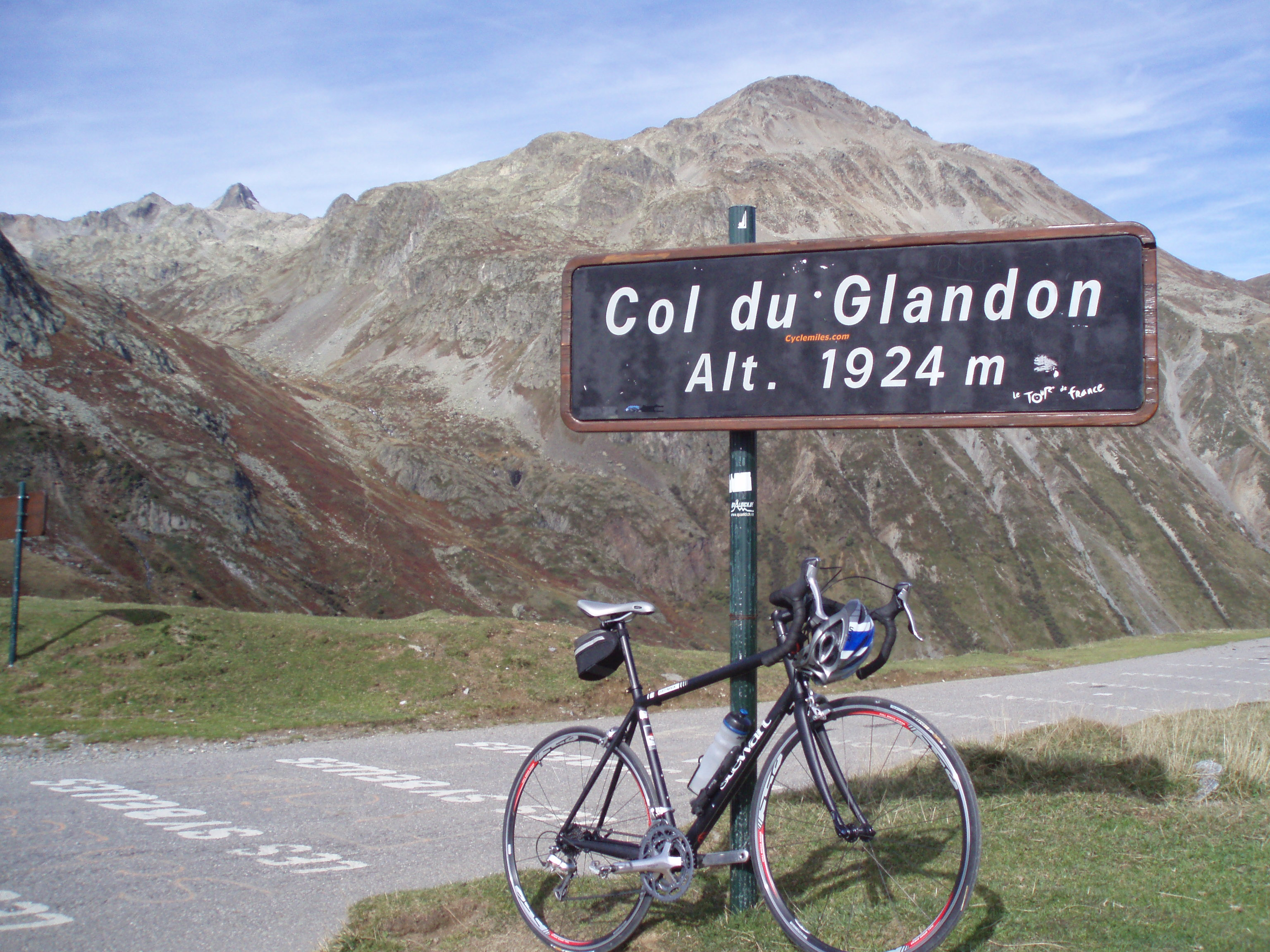
Colle del Glandon
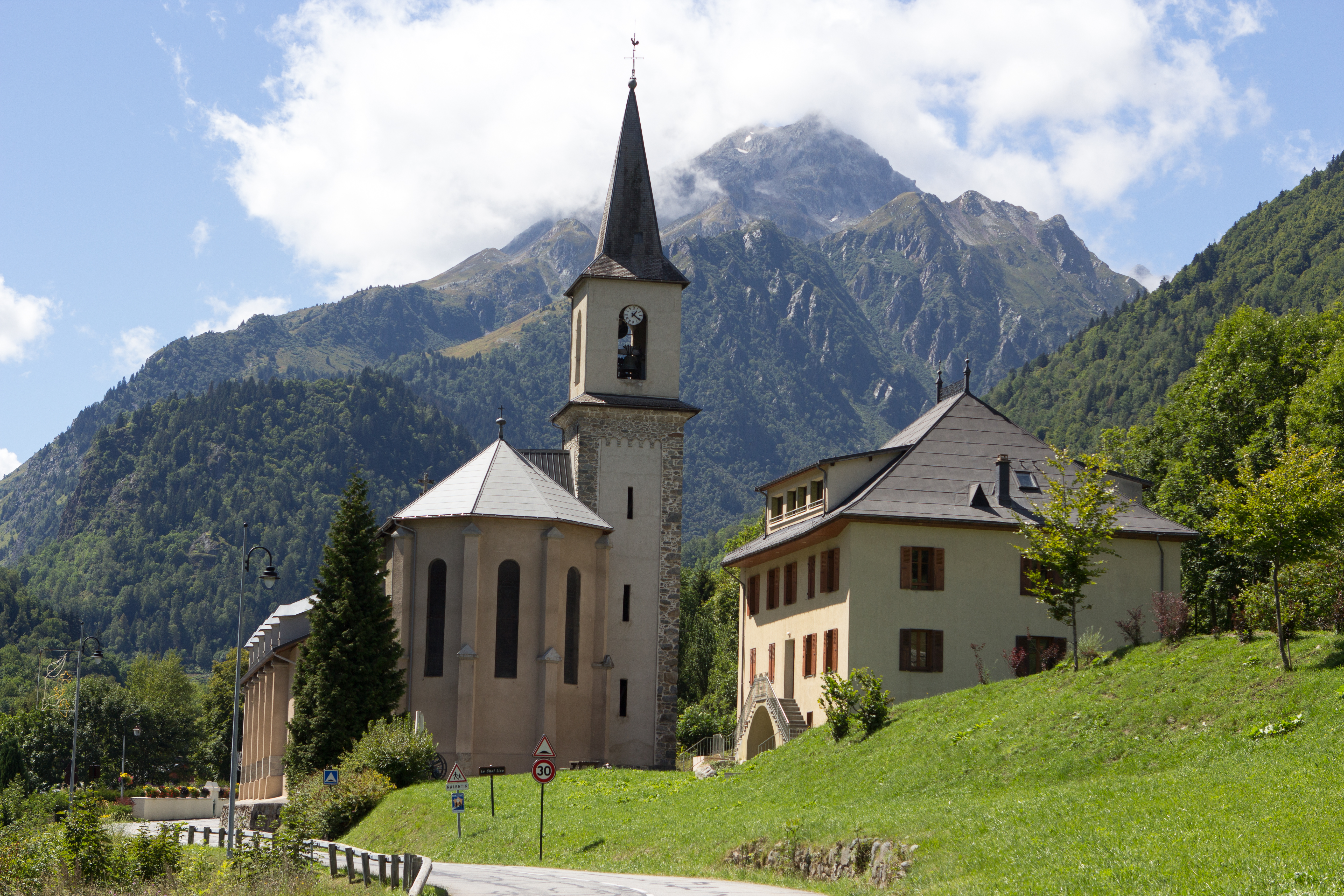
La chiesa parrocchiale